# Visconde do Cartaxo
Visconde do Cartaxo é um título nobiliárquico criado por D. Pedro V de Portugal, por Decreto de 12 de Junho de 1860, em favor de Luís Teixeira de Sampaio.
Titulares
1. Luís Teixeira de Sampaio, 1.º Visconde do Cartaxo;
2. Cristina Helena Pita de Sampaio, 2.ª Viscondessa do Cartaxo.

Após a Implantação da República Portuguesa, e com o fim do sistema nobiliárquico, usou o título: 
1. Jorge António Meave Zileri Teixeira de Sampaio, 3.º Visconde do Cartaxo.